# Ungarische Eishockeyliga 2008/09
Die Saison 2008/09 war die 72. Spielzeit der ungarischen Eishockeyliga, der höchsten ungarischen Eishockeyspielklasse. Meister wurde zum insgesamt zehnten Mal in der Vereinsgeschichte Alba Volán Székesfehérvár.

## Modus
Die Liga wurde mit insgesamt fünf Mannschaften in Form von Hauptrunde, Zwischenrunde und Playoffs mit Halbfinale, Finale und diversen Platzierungsrunden ausgetragen. Parallel dazu lief erstmals der internationale Wettbewerb der MOL Liga (siehe MOL Liga 2008/09). Um die Anzahl der Spiele auf einem erträglichen Maß zu belassen, bestand die Hauptrunde der ungarischen Liga lediglich aus den in einer separaten Tabelle gewerteten rein ungarischen Begegnungen. Erst ab der Zwischenrunde und zeitlich nach Ende der MOL-Liga im Februar 2011 wurden eigene Begegnungen der ungarischen Liga ausgetragen. 
Alba Volán Székesfehérvár betrieb in dieser Spielzeit ein Farmteam; die Kampfmannschaft, die zeitgleich an der Erste Bank Eishockey Liga teilnahm, stieß erst mit Beginn des Halbfinales zum Wettbewerb und war fix qualifiziert. Theoretisch wäre eine Begegnung zwischen erster und zweiter Mannschaft möglich gewesen, wozu es jedoch nicht kam.

## Hauptrunde
Die jeweils zwanzig Begegnungen der Hauptrunde bestanden aus den rein ungarischen Begegnungen der MOL Liga, die hier separat gewertet wurden. In beiden Tabellen tauchen die Mannschaften jedoch in derselben Reihenfolge auf. Des Weiteren wurden insgesamt zwölf Spiele (zwei je Mannschaft) gegen die ungarische U20-Nationalmannschaft ausgetragen, die jedoch außer Konkurrenz spielte und nur eine ihrer Begegnungen, ein 9:0-Sieg gegen das Farmteam von Alba Volán, gewinnen konnte. Ein weiterer Punkt kam aus einer Shootout-Niederlage gegen Miskolci JJSE hinzu. 
| Rang | Team                         | SP | S  | SNV | NNV | N  | Tore  | Punkte |
| ---- | ---------------------------- | -- | -- | --- | --- | -- | ----- | ------ |
| 1.   | Újpesti TE                   | 20 | 17 | 0   | 1   | 2  | 99:43 | 52     |
| 2.   | Budapest Stars               | 20 | 14 | 2   | 0   | 4  | 81:38 | 46     |
| 3.   | Dunaújvárosi Acélbikák       | 20 | 12 | 1   | 2   | 5  | 90:58 | 40     |
| 4.   | Ferencvárosi TC              | 20 | 7  | 0   | 1   | 12 | 53:80 | 22     |
| 5.   | Miskolci Jegesmedvék JSE     | 20 | 3  | 1   | 1   | 15 | 36:92 | 12     |
| 6.   | Alba Volán Székesfehérvár II | 20 | 2  | 1   | 0   | 17 | 48:96 | 8      |

## Zwischenrunde
Für die Zwischenrunde wurden neun, sechs und drei Bonuspunkte an die drei bestplatzierten Mannschaften der Hauptrunde vergeben. Eine einfache Hin- und Rückrunde zur Ermittlung der endgültigen Platzierung für die Playoffs folgte. 
| Rang | Team                         | SP | S | SNV | NNV | N  | Tore  | Punkte |
| ---- | ---------------------------- | -- | - | --- | --- | -- | ----- | ------ |
| 1.   | Újpesti TE                   | 10 | 6 | 1   | 1   | 2  | 49:30 | 30 (9) |
| 2.   | Budapest Stars               | 10 | 6 | 1   | 0   | 3  | 40:29 | 26 (6) |
| 3.   | Dunaújvárosi Acélbikák       | 10 | 7 | 0   | 1   | 2  | 52:28 | 25 (3) |
| 4.   | Ferencvárosi TC              | 10 | 4 | 1   | 2   | 3  | 30:35 | 16     |
| 5.   | Miskolci Jegesmedvék JSE     | 10 | 3 | 1   | 0   | 6  | 33:43 | 11     |
| 6.   | Alba Volán Székesfehérvár II | 10 | 0 | 0   | 0   | 10 | 23:62 | 0      |

## Playoffs

### Pre-Playoffs
In den Pre-Playoffs wurden die drei Teilnehmer für das Halbfinale ermittelt (als viertes Team kam die erste Mannschaft von Alba Volán Székesfehérvár hinzu). Hierzu spielten die Paarungen Erster gegen Sechster, Zweiter gegen Fünfter und Dritter gegen Vierter eine Best-of-three-Serie aus.
| Datum            | Heimteam                     |   | Gastmannschaft               | Ergebnis            |
| ---------------- | ---------------------------- | - | ---------------------------- | ------------------- |
| 27. Februar 2009 | Újpesti TE                   | − | Alba Volán Székesfehérvár II | 8:3 (1:0, 2:0, 5:3) |
| 1. März 2009     | Alba Volán Székesfehérvár II | − | Újpesti TE                   | 0:4 (0:2, 0:1, 0:1) |

| Datum            | Heimteam       |   | Gastmannschaft | Ergebnis            |
| ---------------- | -------------- | - | -------------- | ------------------- |
| 27. Februar 2009 | Budapest Stars | − | Miskolci JJSE  | 5:4 (3:1, 2:0, 0:3) |
| 1. März 2009     | Miskolci JJSE  | − | Budapest Stars | 2:3 (0:1, 1:1, 1:1) |

| Datum            | Heimteam               |   | Gastmannschaft         | Ergebnis            |
| ---------------- | ---------------------- | - | ---------------------- | ------------------- |
| 27. Februar 2009 | Dunaújvárosi Acélbikák | − | Ferencvárosi TC        | 6:2 (3:0, 1:1, 2:1) |
| 1. März 2009     | Ferencvárosi TC        | − | Dunaújvárosi Acélbikák | 8:5 (2:0, 4:1, 2:4) |
| 3. März 2009     | Dunaújvárosi Acélbikák | − | Ferencvárosi TC        | 6:2 (1:1, 2:0, 3:1) |

### Playoff-Baum
|  | Halbfinale                | Halbfinale |                        |   | Finale | Finale |
|  |                           |            |                        |   |        |        |
|  | Újpesti TE                | 3          |                        |   |        |        |
|  | Budapest Stars            | 0          |                        |   |        |        |
|  |                           |            |                        |   |        |        |
|  |                           |            |                        |   |        |        |
|  | Alba Volán Székesfehérvár | 4          |                        |   |        |        |
|  |                           | Újpesti TE | 1                      |   |        |        |
|  |                           |            |                        |   |        |        |
|  | Spiel um Platz drei       |            |                        |   |        |        |
|  |                           |            | Budapest Stars         | 0 |        |        |
|  | Alba Volán Székesfehérvár | 3          | Dunaújvárosi Acélbikák | 3 |        |        |
|  | Dunaújvárosi Acélbikák    | 0          |                        |   |        |        |

### Halbfinale
Die eigentlichen Playoffs begannen mit den Halbfinal-Serien. Hier trat der erstplatzierte Újpesti TE gegen die Budapest Stars an, während Quereinsteiger Alba Volán mit Dunaújvárosi Acélbikák das schlechtplatzierteste Team zum Gegner hatte. In beiden Serien konnten sich die Favoriten souverän durchsetzen.
| Datum        | Heimteam       |   | Gastmannschaft | Ergebnis            |
| ------------ | -------------- | - | -------------- | ------------------- |
| 5. März 2009 | Újpesti TE     | − | Budapest Stars | 4:1 (1:0, 3:1, 0:0) |
| 6. März 2009 | Budapest Stars | − | Újpesti TE     | 2:4 (1:1, 0:0, 1:3) |
| 8. März 2009 | Újpesti TE     | − | Budapest Stars | 2:0 (2:0, 0:0, 0:0) |

| Datum        | Heimteam                  |   | Gastmannschaft            | Ergebnis            |
| ------------ | ------------------------- | - | ------------------------- | ------------------- |
| 5. März 2009 | Alba Volán Székesfehérvár | − | Dunaújvárosi Acélbikák    | 5:1 (1:0, 3:1, 1:0) |
| 6. März 2009 | Dunaújvárosi Acélbikák    | − | Alba Volán Székesfehérvár | 3:5 (1:2, 1:0, 1:3) |
| 8. März 2009 | Alba Volán Székesfehérvár | − | Dunaújvárosi Acélbikák    | 6:0 (2:0, 2:0, 2:0) |

### Finale
Die Finalserie lief über fünf Spiele, von denen Alba Volán vier gewinnen konnte. Der Auswärtssieg von Újpesti TE war zugleich die letzte Niederlage Fehérvárs in den Playoffs bis einschließlich 2010/11. Alba Volán konnte somit den zehnten Titel gewinnen; es war zugleich der siebte in Folge.
| Datum         | Heimteam                  |   | Gastmannschaft            | Ergebnis            |
| ------------- | ------------------------- | - | ------------------------- | ------------------- |
| 13. März 2009 | Alba Volán Székesfehérvár | − | Újpesti TE                | 5:1 (0:0, 1:1, 4:0) |
| 15. März 2009 | Újpesti TE                | − | Alba Volán Székesfehérvár | 3:6 (1:1, 2:1, 0:4) |
| 17. März 2009 | Alba Volán Székesfehérvár | − | Újpesti TE                | 2:3 (0:1, 1:2, 1:0) |
| 19. März 2009 | Újpesti TE                | − | Alba Volán Székesfehérvár | 0:5 (0:0, 0:3, 0:2) |
| 21. März 2009 | Alba Volán Székesfehérvár | − | Újpesti TE                | 4:0 (1:0, 1:0, 2:0) |

### Serie um Platz drei
Die beiden im Halbfinale unterlegenen Teams spielten eine Serie um Platz drei aus. Hier konnte sich die Mannschaft aus Dunaújváros glatt mit drei Siegen in drei Spielen durchsetzen. 
| Datum         | Heimteam               |   | Gastmannschaft         | Ergebnis                            |
| ------------- | ---------------------- | - | ---------------------- | ----------------------------------- |
| 13. März 2009 | Budapest Stars         | − | Dunaújvárosi Acélbikák | 1:2 n. P. (0:0, 1:1, 0:0, 0:0, 0:1) |
| 16. März 2009 | Dunaújvárosi Acélbikák | − | Budapest Stars         | 3:2 (1:2, 1:0, 1:0)                 |
| 18. März 2009 | Budapest Stars         | − | Dunaújvárosi Acélbikák | 1:2 (0:1, 1:1, 0:0)                 |

### Platzierungsspiele
Die Mannschaften auf den Plätzen fünf bis sieben spielten eine einfache Hin- und Rückrunde um die endgültige Platzierung aus, wobei das Farmteam des Meisters leer ausging. Die U18-Nationalmannschaft der Ungarn nahm auch an dieser Serie teil und absolvierte sechs Begegnungen, von denen eine gegen Alba Volán mit 5:2 gewonnen werden konnte. Diese Spiele wurden in der Tabelle jedoch nicht gewertet.
| Rang | Team                         | SP | S | SNV | NNV | N | Tore  | Punkte |
| ---- | ---------------------------- | -- | - | --- | --- | - | ----- | ------ |
| 5.   | Miskolci Jegesmedvék JSE     | 4  | 3 | 0   | 0   | 1 | 21:12 | 9      |
| 6.   | Ferencvárosi TC              | 4  | 3 | 0   | 0   | 1 | 19:13 | 9      |
| 7.   | Alba Volán Székesfehérvár II | 4  | 0 | 0   | 0   | 4 | 5:20  | 0      |

## Meisterschaftsendstand
1. Alba Volán Székesfehérvár
2. Újpesti TE
3. Dunaújvárosi Acélbikák
4. Budapest Stars
5. Miskolci Jegesmedvék JSE
6. Ferencvárosi TC
7. Alba Volán Székesfehérvár II

## Kader des ungarischen Meisters
Der Titel dieser Saison war zugleich der letzte Meisterschaftsgewinn für Gábor Ocskay, der nur wenige Tage nach Saisonende einem Herzinfarkt erlag. Ocskay war über lange Jahre einer der Führungsspieler der Mannschaft gewesen; ihm zu Ehren trägt der Club heute seine Rückennummer 19 im Namen. 
| Ungarischer Meister Alba Volán Székesfehérvár | Torhüter: Zoltán Becze, Zoltán Hetényi, Levente Szuper Verteidiger: Ryan Bonni, Andreas Byström, Blake Forsyth, András Horváth, Dávid Jobb, Erik Maklári, Nick Martens, Rastislav Ondrejcik, Viktor Tokaji Angreifer: Johannes Alanen, András Benk, Derek Couture, Dániel Fekete, Szabolcs Fodor, Jason Guerriero, Adam Hegyi, Csaba Kovács, Nathan Martz, Gergő Nagy, Gábor Ocskay, Krisztián Palkovics, István Sofron, Adrián Tóth, Artyom Vaszjunyin, Juhamatti Yli-Junnila Trainer: Ted Sator |